# دهلاويه (صاروخ مضاد للدروع)
صاروخ دهلاويه (بالإنكليزي: Dehlaviyeh) هو صاروخ موجه مضاد للدروع إيراني الصنع، والذي يُعَد أول صاروخ إيراني مضاد للدروع موجه ومصوب بأشعة الليزر وبشكل نصف آلي على الهدف حيث له القدرة على اصابة الاهداف بشكل دقيق. فبإمكانه ضرب أنواع الدبابات المزودة بدروع تفاعلية. وقد أُنتِجَ هذا الصاروخ من قبل الصناعات الدفاعية بوزارة الدفاع الإيرانية وتم الكشف عنه سنة 2012م. يبلغ المدى الفعال للصاروخ 5500 متر. كما وتبلغ سرعة هذا الصاروخ نحو 250 متر في الثانية الواحدة وفترة تحليق الصاروخ لاقصى مدى تبلغ حوالي 22 ثانية. اما وزن الصاروخ مع القاذفة فيبلغان معاً 27 كغم. كما ويستطيع اختراق 1200 ملم من الدروع. يُذكَر أن جمهورية إيران تمتلك بالفعل واحدة من أكبر ترسانات الصواريخ الباليستية في منطقة الشرق الأوسط، إن لم تكن هي الأكبر بالفعل. وتمكنت إيران أيضاً من تطوير قدرتها على إطلاق الأقمار الصناعية المدنية منها والعسكرية كالقمر الصناعي العسكري الإيراني نور 1 و2. ويتراوح نظام جمهورية إيران الصاروخي بين أنواع متفاوتة المدى تتراوح ما بين 45 كيلومتراً إلى 10 آلاف كيلومتر. كما ويضم صواريخ باليستية، ومجنحة بعيدة المدى، إضافةً إلى صواريخ خارقة للدروع يمكن إستخدامها ضد أهداف بحرية. وبهذا تقع القارة الأوروبية وسواحل ألاسكا وأجزاء من آسيا في مرمى الصواريخ الإيرانية.

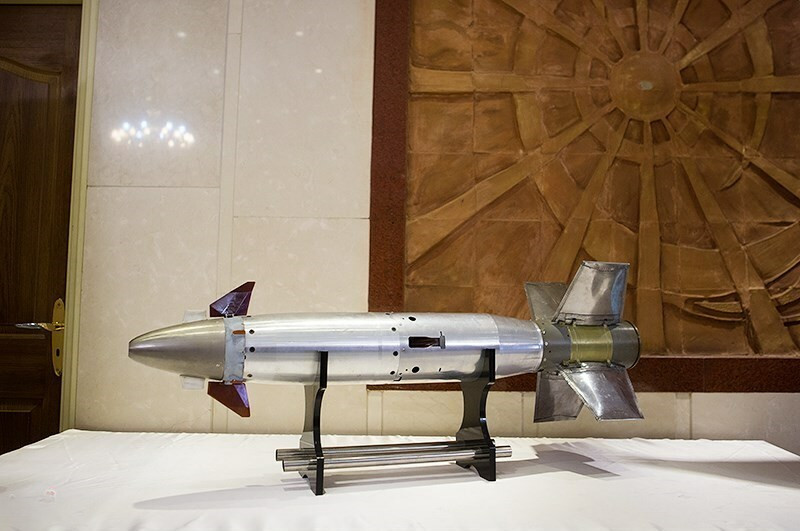
صاروخ دهلاويه المضاد للدروع

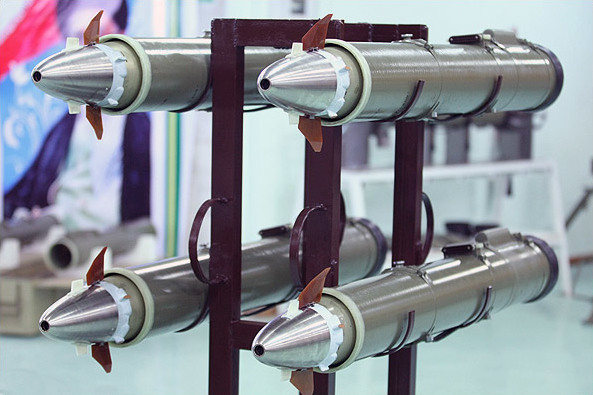
إقامة حفل إفتتاح خط الإنتاج والتسليم الجماعي لمنظومة صواريخ دهلاويه المضادة للدروع، بحضور وزير الدفاع ودعم القوات المسلحة الإيرانية أحمد وحيدي

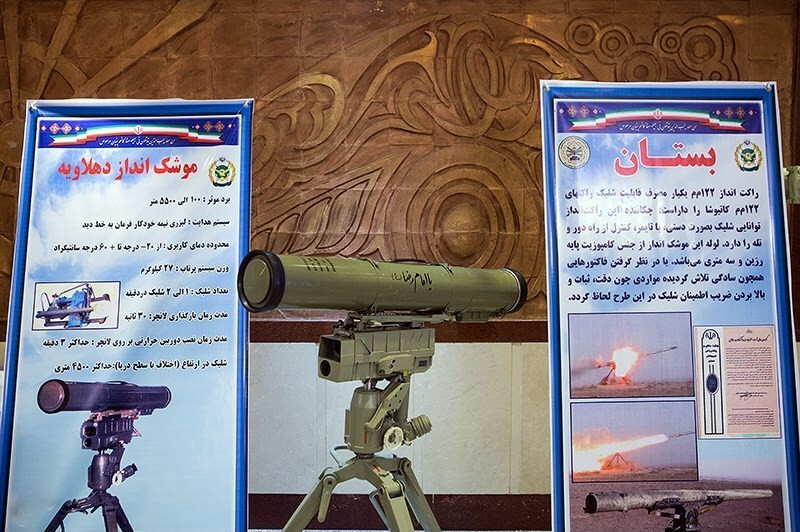
قاذفة صواريخ دهلاوية

## مميزات الصاروخ
ان صاروخ دهلاوية المضاد للدروع يبلغ مداه الفعال ما بين 100 إلى 5500 م. ان هذا المدى يهيء للصاروخ فرصة الخروج من المدى العملاني لجميع المدافع المنصوبة على الدبابات القتالية المعادية في الوقت الحاضر في العالم. اما بالنسبة لنظام التوجيه لصاروخ دهلاوية فانه يُعَد أول صاروخ مضاد للدروع إيراني الصنع مزود بمنظومة توجيه بواسطة اشعة الليزر بصورة شبه آلية وقادر على اصابة الاهداف المتحركة والثابتة بشكل دقيق، وما أن يتم تصويب أشعة الليزر على الهدف، حتى تحافظ على وضعها حتى لو تحرك الهدف أو مصدر الليزر من مواقعه. من النقاط الايجابية لمنظومة التوجيه في هذا الصاروخ، ففي اللحظات الأولى من اصابة اشعة الليزر للهدف المنشود تدمره، يمكن ان يؤدي إلى تفعيل الانظمة الدفاعية للدروع، الا ان محاولة تملص هذه الدروع المضادة تبوء بالفشل لان الامواج التي يتلقاها صاروخ دهلاوية يخضع لامواج الليزر التي تنطلق من الخلف أو من جهة منصاتها وان تحركت هذه المنصات، ولهذا يمكن القول بانها بالنسبة للمحاولات المتقابلة للعدو، أكثر أماناً، وهذه الميزة تجعله سلاحاً فاعلاً في الحرب ضد الدروع.

## قاذفة صاروخ دهلاويه
يبلغ الرأس الحربي لهذا الصاروخ 6.8 كغم ويعمل على مرحلتين ويمكنه النفوذ من 1000 إلى 1200 ملم في اجسام الدروع، بالطبع ان هذا الرقم يعتمد على قابليات الدروع التفاعلية لتشتيت الموجات الارتجاجية، وذلك بعد نفوذ الصاروخ فيها. ان وجود رأس حربي يعمل على مرحلتين في هذا الصاروخ قد عزز من قدراته لمواجهة الدبابات والمركبات المدرعة التي تتكون من عدة طبقات مختلفة من المعادن. ان المهمة الاساسية للمرحلة الأولى للرأس الحربي لصاروخ دهلاوية هي قابلية تدمير الطبقات الاولية للدروع التفاعليه واما المرحلة الثانية فتتولى مهمة النفوذ في داخل الهدف وتدميره. ويستقر كل صاروخ في قاذفة اسطوانية الشكل تستخدم لمرة واحدة ويمكن حملها من قبل قوات المشاة. وتتميز منظومة دهلاوية المضادة للدروع بامتلاكها واحدة من احدث الصواريخ المضادة للدروع ومصممة لضرب أنواع الدبابات المتطورة المزودة بدروع تفاعلية. يتكون فريق «دهلاوية» المضاد للدبابات عادة من 2 أو 3 اشخاص. ان الفترة الزمنية التي تستغرق لنصب الصاروخ على المنصة تبلغ حوالى 30 ثانية ويمكن في كل دقيقة اطلاق صاروخ أو صاروخين، وله قابلية العمل في اجواء جوية مختلفة من 20 درجة فارنهايت تحت الصفر إلى 60 درجة فوق الصفر.

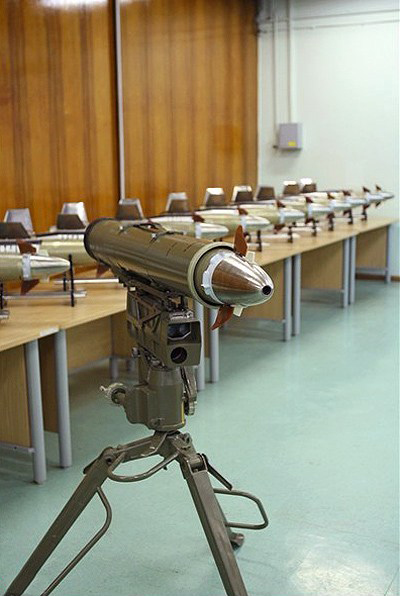
قاذفة الإطلاق الخاصة بصواريخ دهلاويه

## تزويد صواريخ دهلاويه بكاميرا حرارية
وفرت الصناعة الدفاعية الايرانية، من خلال صناعة آلات تصوير حرارية للمنظومات المضادة للدروع، إمكانية إستخدامها ليلاً وفي ظروف جوية مختلفة. حيث أن صناعة آلات تصوير حرارية للصواريخ الموجهة المضادة للدروع كصواريخ (دهلاويه وطوفان وتوسن) تعتبر إحدى المنجزات المهمة لوزارة الدفاع الإيرانية. وتم تصميم منظومات حرارية لتوفير إمكانيات أفضل للعمليات في المعركة ليلاً ونهاراً وبغية الاستكشاف والاشتباك مع الأهداف المتخفية جيداً، حيث تعمل هذه المنظومات في الأشعة تحت الحمراء. وتقسم منظومات التصوير الحرارية الى مجموعتين مبرد وغير مبرد، واختلاف القسمين في ان منظومة المبرد تتمتع بقدرة عالية على معرفة فرق درجات الحرارة وبالتالي سيكون لها جودة تصوير أفضل. وتمكنت الصناعة الدفاعية الإيرانية من صناعة منظومات تصوير حرارية مبردة وغير مبردة تسمى RU244TK و RU150TK لأنواع مختلفة من الصواريخ المضادة للدروع (كصواريخ طوفان ودهلاويه وتوسن). تم تصميم الكاميرات الحرارية RU244TK بتقنية كاشفات التبريد والتقريب الثابت المزدوج. والكاميرات الحرارية RU150TK بتقنية غير مبردة وتقريب ثابت للتركيب على منظومات مضادة للدروع موجهة كمنظومات طوفان ودهلاويه وتوسن. ولديها قدرة للعمل في الظلام والضباب والدخان والغبار الكثيف. ومن النقاط المهمة في هذه الكاميرات هو التركيب السريع لها على المنصات المتحركة والإستفادة من الخلايا الكاشفة للمبرد وغير المبرد من الجيل الثالث وجودة تصوير عالية والإستفادة من البطاريات القابلة للشحن.

## معرض الصور

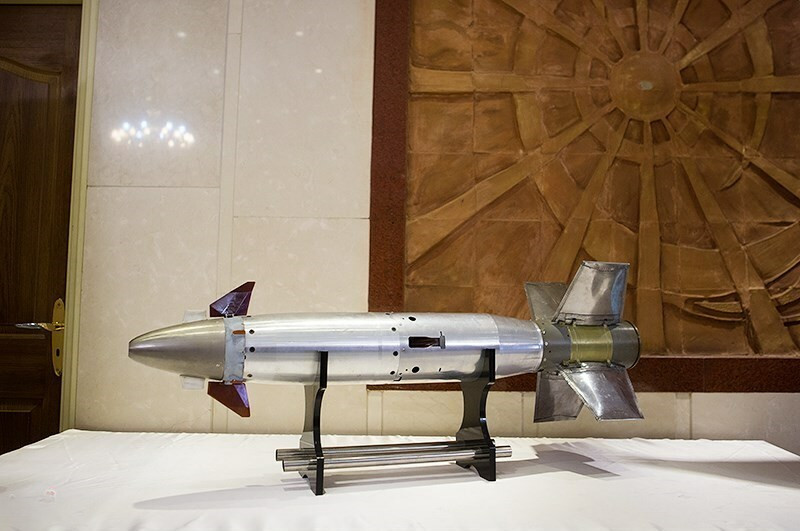
صاروخ دهلاويه المضاد للدروع

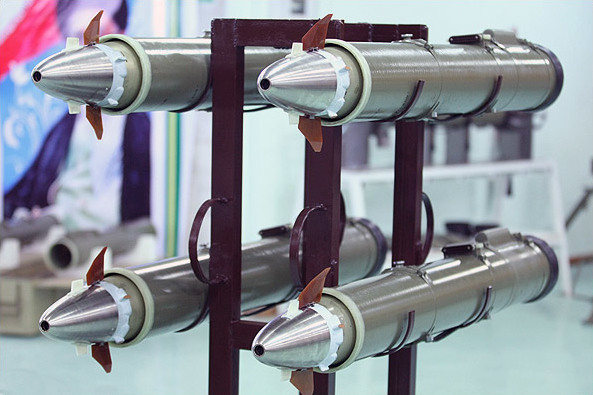
إقامة حفل إفتتاح خط الإنتاج والتسليم الجماعي لمنظومة صواريخ دهلاويه المضادة للدروع، بحضور وزير الدفاع ودعم القوات المسلحة الإيرانية أحمد وحيدي

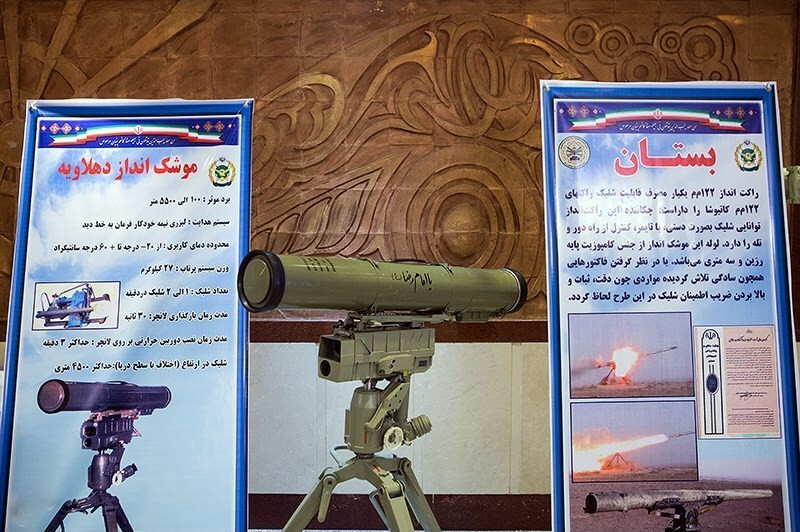
قاذفة صواريخ دهلاوية

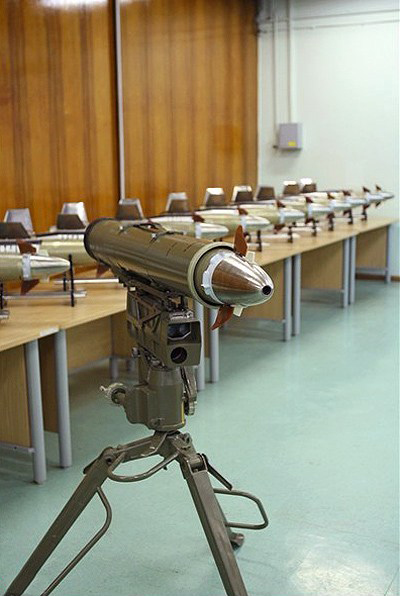
قاذفة الإطلاق الخاصة بصواريخ دهلاويه

## معلومات سريعة
| الأسم                  | صاروخ دهلاوية الموجه               |
| الوصف                  | أول صاروخ إيراني موجه بأشعة الليزر |
| الجهة المصَّنعَة          | وزارة الدفاع الإيرانية             |
| المدى الفعال           | 5500 متر                           |
| السرعة                 | 250 متر في الثانية                 |
| مدة التحليق لأقصى مدى  | 22 ثانية                           |
| وزن الصاروخ مع القاذفة | 27 كيلوغرام                        |
| وزن الرأس الحربي       | 6.8 كيلوغرام                       |